# Philodendron speciosum
Philodendron speciosum là một loài thực vật có hoa trong họ Ráy (Araceae). Loài này được Schott ex Endl. miêu tả khoa học đầu tiên năm 1837.

## Hình ảnh

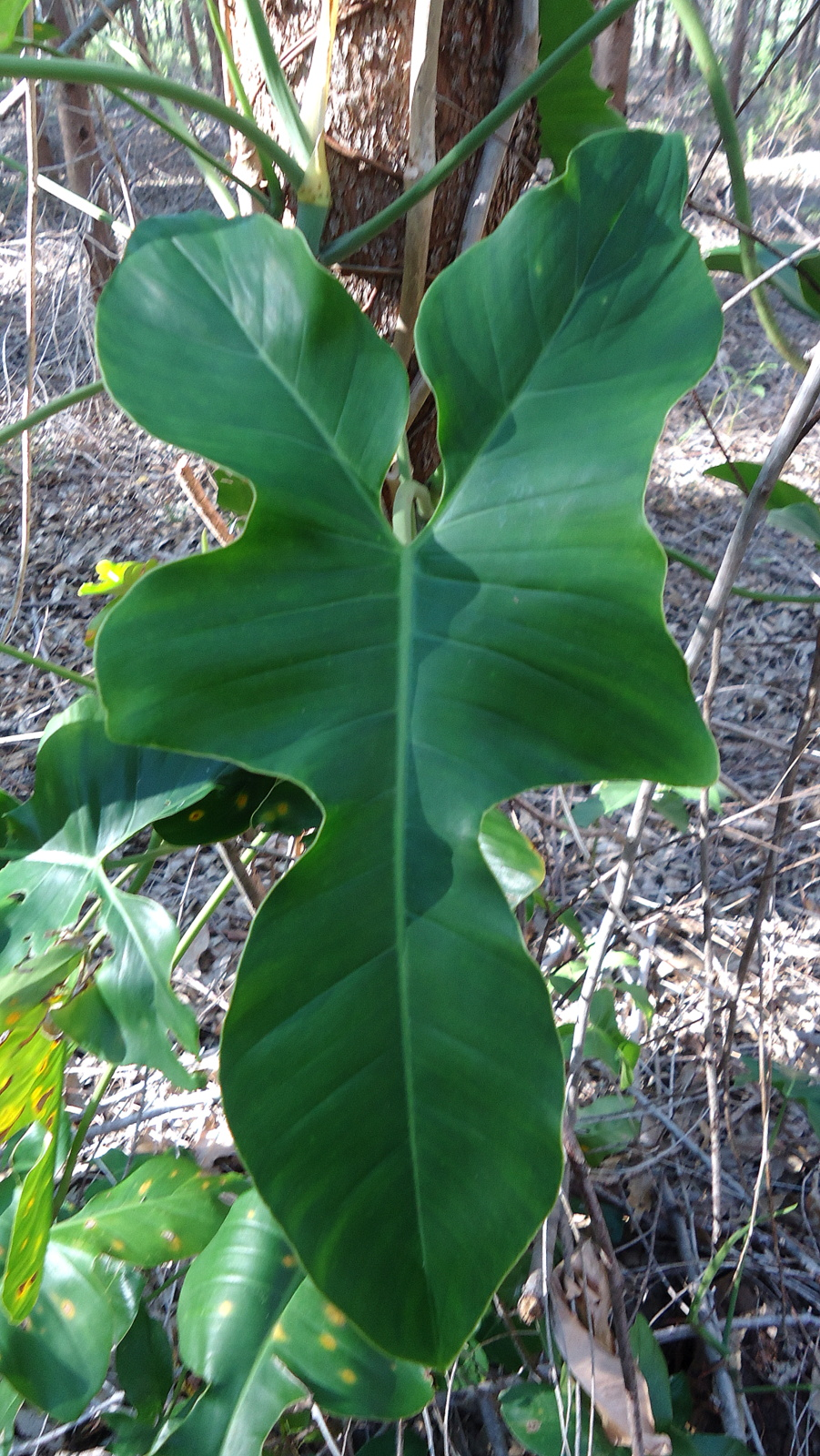
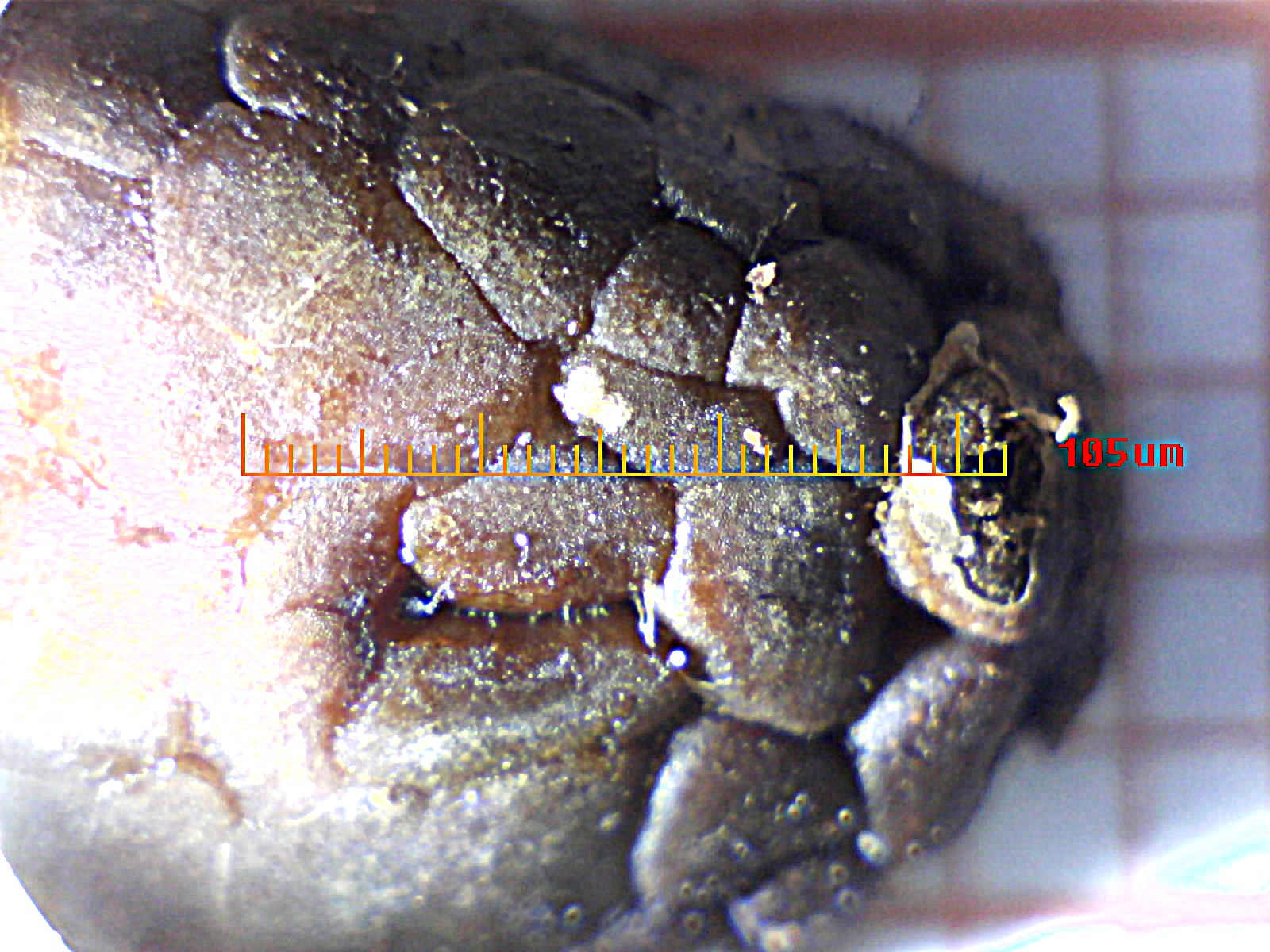
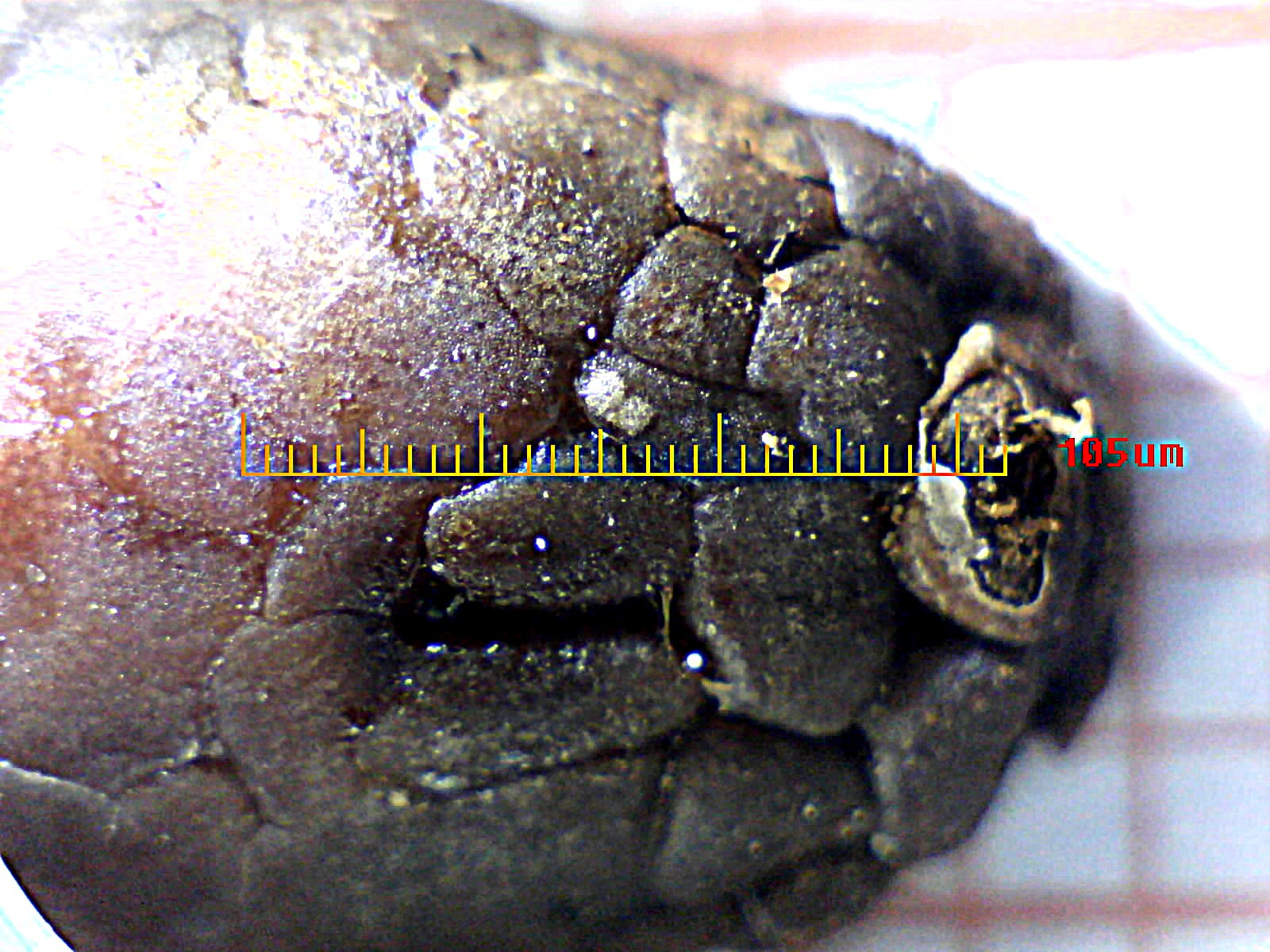
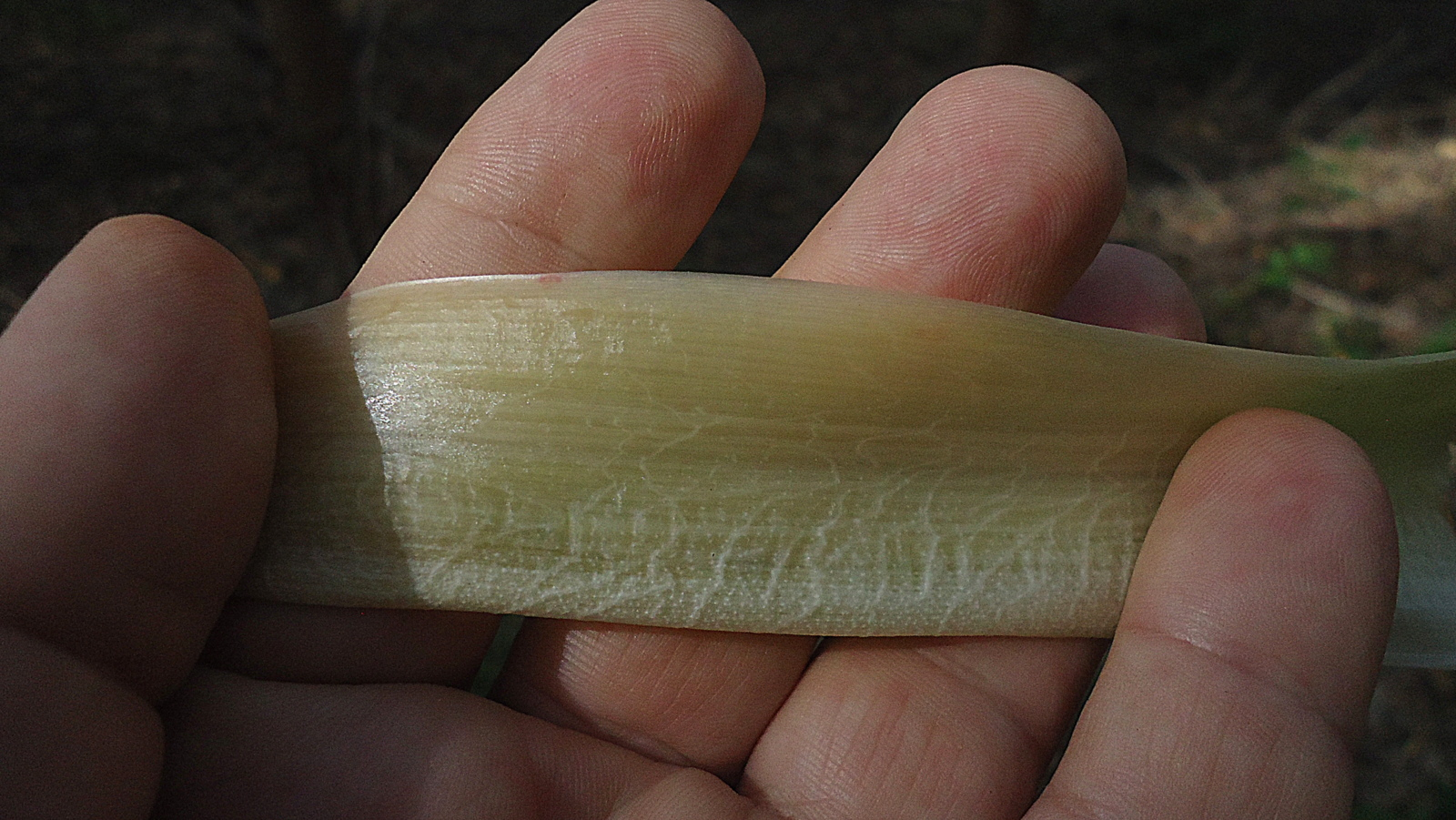